# Thomas Mancino
Thomas Mancino ist ein US-amerikanischer Offizier der Nationalgarde von Oklahoma. Im November 2021 ernannte Gouverneur Kevin Stitt Brigadegeneral Mancino zum Kommandeur der Nationalgarde Oklahomas.
Mancino begann seine militärische Karriere in der Nationalgarde im Sommer 1968 als Platoon-Führer. Er studierte Pädagogik an der Tulsa University und schloss sein Studium 1970 mit einem Bachelor-Grad ab. Im November 1973 wurde Thomas Mancino Befehlshaber einer Kompanie. Vom März 1978 bis zum August 1980 diente er im Stab eines Bataillons des 279th Infantry Regiments. Vom August 1980 bis zum April 1981 diente er im Brigadestab der 45th Infantry Brigade in Edmonton. Er wurde dann als Verbindungsoffizier im I. Battalion des 189th Field Artillery Regiments eingesetzt, um dann wieder  vom Januar 1982 bis zum August 1984 in verschiedenen Positionen im Stab der 45th Brigade zu dienen. Er wurde dann im 1. Bataillon der 279th Infantry in Stillwater eingesetzt, ab dem 17. Juli 1988 bis zum September 1992 als Bataillonskommandeur. In dieser Zeit erreichte Mancino den akademischen Grad eines Masters in Naturwissenschaften an der Oklahoma State University. Im Oktober 1992 wurde er kurz im Hauptquartier des State Area Command in Oklahoma City eingesetzt. Vom 19. Oktober 1992 bis Mai 1996 diente er im Hauptquartier der 45th Infantry Brigade. In der Zeit im Brigadehauptquartier studierte er am Army War College, wo er 1995 abschloss. Am 20. Mai 1996 wurde er stellvertretender Kommandeur der Brigade. Vom Juli 1999 bis zum Mai 2001 war er Adjutant im State Area Command, um dann am 22. Mai 2001 Brigadekommandeur der 45th Infantry Brigade zu werden. 2011 bis 2012 war er kommandierender Offizier in Afghanistan, und wurde 2019 stellvertretender Kommandeur der Nationalgarde von Oklahoma. 2020 während der COVID-19-Pandemie in den Vereinigten Staaten Teil der Solution Task Force des Gouverneurs. Am 11. November ernannte ihn Gouverneur Stitt zum Kommandeur der Nationalgarde Oklahomas. Mancino begann seinen Dienst mit der Anordnung, dass die vom Verteidigungsministerium der Vereinigten Staaten angeordnete COVID-19-Impfung in der Nationalgarde Oklahomas nicht durchgesetzt werde.